# Europe Top 16 Cup 2016 (Tischtennis)
| 2015 ← Europe Top 16 → 2017 | 2015 ← Europe Top 16 → 2017                          | 2015 ← Europe Top 16 → 2017  |
| --------------------------- | ---------------------------------------------------- | ---------------------------- |
|                             | Männer                                               | Frauen                       |
| Datum                       | 05.–07.02.                                           | 05.–07.02.                   |
| Ort                         | Gondomar                                             | Gondomar                     |
| Sieger                      | Dimitrij Ovtcharov João Monteiro Alexander Schibajew | Shen Yanfei Melek Hu Liu Jia |

Der Tischtennis-Europe Top 16 Cup 2016 fand vom 5. bis 7. Februar im portugiesischen Gondomar statt. Die Titelverteidiger waren bei den Männern Dimitrij Ovtcharov und bei den Frauen Liu Jia. Gold ging an Dimitrij Ovtcharov und Shen Yanfei.

## Qualifikation
Qualifiziert waren die amtierenden Einzel-Europameister Dimitrij Ovtcharov und Elizabeta Samara, außerdem die in der Weltrangliste vom Dezember 2015 bestplatzierten 14 europäischen Spieler und Spielerinnen (ohne Berücksichtigung der Europameister). War unter diesen 15 Spielern kein Spieler des Gastgebers Portugal, durfte dieser einen weiteren Teilnehmer benennen, ansonsten wurde der letzte Platz ebenfalls über die Weltrangliste vergeben. Ein Verband durfte höchstens mit vier Spielern und vier Spielerinnen vertreten sein.
| Spieler               | WRL | ERL | Spielerinnen      | WRL | ERL |
| --------------------- | --- | --- | ----------------- | --- | --- |
| Dimitrij Ovtcharov    | 4   | 1   | Han Ying          | 9   | 1   |
| Timo Boll             | 7   | 2   | Petrissa Solja    | 15  | 2   |
| Marcos Freitas        | 8   | 3   | Shan Xiaona       | 17  | 3   |
| Vladimir Samsonov     | 11  | 4   | Li Jie            | 18  | 4   |
| Andrej Gaćina         | 20  | 5   | Elizabeta Samara  | 20  | 5   |
| Stefan Fegerl         | 22  | 6   | Li Jiao           | 21  | 6   |
| Robert Gardos         | 23  | 7   | Melek Hu          | 23  | 7   |
| Panagiotis Gionis     | 26  | 8   | Liu Jia           | 24  | 8   |
| Tiago Apolónia        | 26  | 8   | Fu Yu             | 31  | 9   |
| Pär Gerell            | 32  | 10  | Georgina Póta     | 32  | 10  |
| Simon Gauzy           | 34  | 11  | Li Qian           | 33  | 11  |
| Alexander Schibajew   | 35  | 12  | Tetjana Bilenko   | 41  | 12  |
| Ruwen Filus           | 36  | 13  | Shen Yanfei       | 42  | 13  |
| Kristian Karlsson     | 38  | 14  | Irene Ivancan     | 43  | 14  |
| Bastian Steger        | 39  | 15  | Li Fen            | 44  | 15  |
| João Monteiro         | 40  | 16  | Polina Michailowa | 45  | 16  |
| Adrien Mattenet       | 43  | 17  | Shao Jieni        | 47  | 17  |
|                       |     |     | Yang Xiaoxin      | 48  | 18  |
| Sabine Winter         | 51  | 19  |                   |     |     |
| Wu Jiaduo             | 52  | 20  |                   |     |     |
| Marharyta Pessozka    | 53  | 21  |                   |     |     |
| Sofia Polcanova       | 54  | 22  |                   |     |     |
| Ni Xialian            | 55  | 23  |                   |     |     |
| Kristin Silbereisen   | 57  | 24  |                   |     |     |
| Bernadette Szőcs      | 60  | 25  |                   |     |     |
| Wiktoryja Paulowitsch | 61  | 26  |                   |     |     |
| Natalia Partyka       | 65  | 27  |                   |     |     |
| Jana Noskowa          | 66  | 28  |                   |     |     |
| Leila Oliveira        | 293 | 148 |                   |     |     |

| keine Spielberechtigung für Weltturniere | keine Teilnahme | Gastgeber-Wildcard | amtierender Europameister |

## Modus
Die jeweils 16 Teilnehmer wurden auf 4 Gruppen aufgeteilt, in denen jeder gegen jeden spielte. Die Gruppenersten und -zweiten qualifizierten sich für das Viertelfinale. Die Plätze 1–8 wurden ausgespielt, die drei Erstplatzierten qualifizierten sich automatisch für den World Cup. In der Gruppenphase wurde jedes Einzel im Best-of-Five-Modus ausgetragen und bestand somit aus drei bis fünf Sätzen, ab dem Viertelfinale wurde der Best-of-Seven-Modus verwendet.

## Teilnehmer
Die erste Spalte gibt die Abschlussplatzierung an, die Spalten „WRL“ und „ERL“ die für die Setzung relevante Welt- bzw. Europaranglistenposition vom Februar 2016.
| Pos. | Männer              | WRL | ERL | Frauen                | WRL | ERL |
| ---- | ------------------- | --- | --- | --------------------- | --- | --- |
| 1    | Dimitrij Ovtcharov  | 5   | 1   | Shen Yanfei           | 46  | 13  |
| 2    | João Monteiro       | 45  | 18  | Melek Hu              | 26  | 7   |
| 3    | Alexander Schibajew | 32  | 11  | Liu Jia               | 30  | 9   |
| 4    | Kristian Karlsson   | 44  | 17  | Elizabeta Samara      | 23  | 5   |
| 5    | Vladimir Samsonov   | 8   | 2   | Sofia Polcanova       | 68  | 26  |
| 6    | Stefan Fegerl       | 23  | 7   | Sabine Winter         | 58  | 19  |
| 7    | Tiago Apolónia      | 26  | 9   | Georgina Póta         | 38  | 11  |
| 8    | Bastian Steger      | 39  | 13  | Tetjana Bilenko       | 49  | 15  |
| 9    | Simon Gauzy         | 27  | 10  | Polina Michailowa     | 47  | 14  |
| 9    | Pär Gerell          | 34  | 12  | Ni Xialian            | 66  | 25  |
| 9    | Panagiotis Gionis   | 22  | 6   | Leila Oliveira        | 285 | 155 |
| 9    | Adrien Mattenet     | 46  | 19  | Wiktoryja Paulowitsch | 72  | 29  |
| 13   | Ruwen Filus         | 42  | 15  | Jana Noskowa          | 80  | 34  |
| 13   | Marcos Freitas      | 11  | 4   | Kristin Silbereisen   | 69  | 27  |
| 13   | Andrej Gaćina       | 18  | 5   | Bernadette Szőcs      | 71  | 28  |
| 13   | Robert Gardos       | 25  | 8   | Wu Jiaduo             | 60  | 21  |

## Männer

### Gruppenphase

#### Gruppe 1
|                    | Ergebnis |                   |
| ------------------ | -------- | ----------------- |
| Dimitrij Ovtcharov | 3:0      | Simon Gauzy       |
| Panagiotis Gionis  | 3:2      | João Monteiro     |
| Dimitrij Ovtcharov | 3:0      | Panagiotis Gionis |
| Simon Gauzy        | 2:3      | João Monteiro     |
| Dimitrij Ovtcharov | 2:3      | João Monteiro     |
| Panagiotis Gionis  | 0:3      | Simon Gauzy       |

| Platz | Spieler            | Spiele | Sätze | Punkte |
| ----- | ------------------ | ------ | ----- | ------ |
| 1     | João Monteiro      | 3      | 8:7   | 5      |
| 2     | Dimitrij Ovtcharov | 3      | 8:3   | 5      |
| 3     | Simon Gauzy        | 3      | 5:6   | 4      |
| 4     | Panagiotis Gionis  | 3      | 3:8   | 4      |

#### Gruppe 2
|                   | Ergebnis |                 |
| ----------------- | -------- | --------------- |
| Vladimir Samsonov | 3:1      | Pär Gerell      |
| Stefan Fegerl     | 3:0      | Adrien Mattenet |
| Vladimir Samsonov | 2:3      | Stefan Fegerl   |
| Pär Gerell        | 3:0      | Adrien Mattenet |
| Vladimir Samsonov | 3:-      | Adrien Mattenet |
| Stefan Fegerl     | 3:1      | Pär Gerell      |

| Platz | Spieler           | Spiele | Sätze | Punkte |
| ----- | ----------------- | ------ | ----- | ------ |
| 1     | Stefan Fegerl     | 3      | 9:3   | 6      |
| 2     | Vladimir Samsonov | 3      | 8:4   | 5      |
| 3     | Pär Gerell        | 3      | 5:6   | 4      |
| 4     | Adrien Mattenet   | 2      | 0:9   | 2      |

#### Gruppe 3
|                | Ergebnis |                   |
| -------------- | -------- | ----------------- |
| Marcos Freitas | 2:3      | Bastian Steger    |
| Robert Gardos  | 0:3      | Kristian Karlsson |
| Marcos Freitas | 3:0      | Robert Gardos     |
| Bastian Steger | 3:0      | Kristian Karlsson |
| Marcos Freitas | 1:3      | Kristian Karlsson |
| Robert Gardos  | 1:3      | Bastian Steger    |

| Platz | Spieler           | Spiele | Sätze | Punkte |
| ----- | ----------------- | ------ | ----- | ------ |
| 1     | Bastian Steger    | 3      | 9:3   | 6      |
| 2     | Kristian Karlsson | 3      | 6:4   | 5      |
| 3     | Marcos Freitas    | 3      | 6:6   | 4      |
| 4     | Robert Gardos     | 3      | 1:9   | 3      |

#### Gruppe 4
|                     | Ergebnis |                     |
| ------------------- | -------- | ------------------- |
| Andrej Gaćina       | 3:1      | Alexander Schibajew |
| Tiago Apolónia      | 3:2      | Ruwen Filus         |
| Andrej Gaćina       | 1:3      | Tiago Apolónia      |
| Alexander Schibajew | 3:0      | Ruwen Filus         |
| Andrej Gaćina       | -:3      | Ruwen Filus         |
| Tiago Apolónia      | 3:2      | Alexander Schibajew |

| Platz | Spieler             | Spiele | Sätze | Punkte |
| ----- | ------------------- | ------ | ----- | ------ |
| 1     | Tiago Apolónia      | 3      | 9:5   | 6      |
| 2     | Alexander Schibajew | 3      | 6:6   | 4      |
| 3     | Ruwen Filus         | 3      | 5:6   | 4      |
| 4     | Andrej Gaćina       | 2      | 4:7   | 3      |

### Hauptrunde
|  | Viertelfinale      | Viertelfinale       |                    |                    | Halbfinale       | Halbfinale |  |  | Finale | Finale |
|  |                    |                     |                    |                    |                  |            |  |  |        |        |
|  |                    |                     |                    |                    |                  |            |  |  |        |        |
|  | João Monteiro      | 4                   |                    |                    |                  |            |  |  |        |        |
|  | João Monteiro      | 4                   |                    |                    |                  |            |  |  |        |        |
|  | Vladimir Samsonov  | 0                   |                    |                    |                  |            |  |  |        |        |
|  | Vladimir Samsonov  | 0                   | João Monteiro      | 4                  |                  |            |  |  |        |        |
|  |                    |                     | João Monteiro      | 4                  |                  |            |  |  |        |        |
|  |                    | Alexander Schibajew | 3                  |                    |                  |            |  |  |        |        |
|  | Alex. Schibajew    | Alexander Schibajew | 3                  | 4                  |                  |            |  |  |        |        |
|  | Alex. Schibajew    |                     |                    | 4                  |                  |            |  |  |        |        |
|  | Bastian Steger     | 3                   |                    |                    |                  |            |  |  |        |        |
|  |                    |                     | João Monteiro      | 2                  |                  |            |  |  |        |        |
|  |                    |                     |                    | Dimitrij Ovtcharov | 4                |            |  |  |        |        |
|  | Tiago Apolónia     | 0                   |                    |                    |                  |            |  |  |        |        |
|  | Dimitrij Ovtcharov | 4                   |                    |                    |                  |            |  |  |        |        |
|  | Dimitrij Ovtcharov | 4                   | Dimitrij Ovtcharov | 4                  |                  |            |  |  |        |        |
|  |                    |                     | Dimitrij Ovtcharov | 4                  | Spiel um Platz 3 |            |  |  |        |        |
|  |                    | Kristian Karlsson   | 3                  |                    |                  |            |  |  |        |        |
|  | Kristian Karlsson  | Kristian Karlsson   | 3                  | 4                  | Alex. Schibajew  | 4          |  |  |        |        |
|  | Kristian Karlsson  |                     |                    | 4                  | Alex. Schibajew  | 4          |  |  |        |        |
|  | Stefan Fegerl      | 1                   |                    | Kristian Karlsson  | 1                |            |  |  |        |        |
|  | Stefan Fegerl      | 1                   |                    |                    | 1                |            |  |  |        |        |
|  |                    |                     |                    |                    |                  |            |  |  |        |        |

### Platzierungsspiele
| um Platz | Spieler 1         | Ergebnis | Spieler 2      | um Platz | Spieler 1         | Ergebnis | Spieler 2      |
| -------- | ----------------- | -------- | -------------- | -------- | ----------------- | -------- | -------------- |
| 5–6      | Vladimir Samsonov | 4:0      | Bastian Steger | 5        | Vladimir Samsonov | 4:1      | Stefan Fegerl  |
| 5–6      | Tiago Apolónia    | 2:4      | Stefan Fegerl  | 7        | Bastian Steger    | 2:4      | Tiago Apolónia |

## Frauen

### Gruppenphase

#### Gruppe 1
|                   | Ergebnis |                   |
| ----------------- | -------- | ----------------- |
| Elizabeta Samara  | 2:3      | Sofia Polcanova   |
| Polina Michailowa | 3:1      | Leila Oliveira    |
| Elizabeta Samara  | 3:2      | Polina Michailowa |
| Sofia Polcanova   | 3:2      | Leila Oliveira    |
| Elizabeta Samara  | 3:1      | Leila Oliveira    |
| Polina Michailowa | 3:2      | Sofia Polcanova   |

| Platz | Spielerin         | Spiele | Sätze | Punkte |
| ----- | ----------------- | ------ | ----- | ------ |
| 1     | Elizabeta Samara  | 3      | 8:6   | 5      |
| 2     | Sofia Polcanova   | 3      | 8:7   | 5      |
| 3     | Polina Michailowa | 3      | 8:6   | 5      |
| 4     | Leila Oliveira    | 3      | 4:9   | 3      |

#### Gruppe 2
|               | Ergebnis |                       |
| ------------- | -------- | --------------------- |
| Melek Hu      | 3:2      | Ni Xialian            |
| Sabine Winter | 3:0      | Wiktoryja Paulowitsch |
| Melek Hu      | 3:2      | Sabine Winter         |
| Ni Xialian    | 3:0      | Wiktoryja Paulowitsch |
| Melek Hu      | 3:1      | Wiktoryja Paulowitsch |
| Sabine Winter | 3:1      | Ni Xialian            |

| Platz | Spielerin             | Spiele | Sätze | Punkte |
| ----- | --------------------- | ------ | ----- | ------ |
| 1     | Melek Hu              | 3      | 9:5   | 6      |
| 2     | Sabine Winter         | 3      | 8:4   | 5      |
| 3     | Ni Xialian            | 3      | 6:6   | 4      |
| 4     | Wiktoryja Paulowitsch | 3      | 1:9   | 3      |

#### Gruppe 3
|                     | Ergebnis |                     |
| ------------------- | -------- | ------------------- |
| Liu Jia             | 3:0      | Kristin Silbereisen |
| Tetjana Bilenko     | 3:0      | Bernadette Szőcs    |
| Liu Jia             | 3:0      | Tetjana Bilenko     |
| Kristin Silbereisen | 2:3      | Bernadette Szőcs    |
| Liu Jia             | 3:2      | Bernadette Szőcs    |
| Tetjana Bilenko     | 2:3      | Kristin Silbereisen |

| Platz | Spielerin           | Spiele | Sätze | Punkte |
| ----- | ------------------- | ------ | ----- | ------ |
| 1     | Liu Jia             | 3      | 9:2   | 6      |
| 2     | Tetjana Bilenko     | 3      | 5:6   | 4      |
| 3     | Kristin Silbereisen | 3      | 5:8   | 4      |
| 4     | Bernadette Szőcs    | 3      | 5:8   | 4      |

#### Gruppe 4
|               | Ergebnis |              |
| ------------- | -------- | ------------ |
| Georgina Póta | 3:1      | Wu Jiaduo    |
| Shen Yanfei   | 3:2      | Jana Noskowa |
| Georgina Póta | 2:3      | Shen Yanfei  |
| Wu Jiaduo     | 3:0      | Jana Noskowa |
| Georgina Póta | 3:0      | Jana Noskowa |
| Shen Yanfei   | 3:2      | Wu Jiaduo    |

| Platz | Spielerin     | Spiele | Sätze | Punkte |
| ----- | ------------- | ------ | ----- | ------ |
| 1     | Shen Yanfei   | 3      | 9:6   | 6      |
| 2     | Georgina Póta | 3      | 8:4   | 5      |
| 3     | Wu Jiaduo     | 3      | 6:6   | 4      |
| 4     | Jana Noskowa  | 3      | 2:9   | 3      |

### Hauptrunde
|  | Viertelfinale    | Viertelfinale |                  |          | Halbfinale       | Halbfinale |  |  | Finale | Finale |
|  |                  |               |                  |          |                  |            |  |  |        |        |
|  |                  |               |                  |          |                  |            |  |  |        |        |
|  | Elizabeta Samara | 4             |                  |          |                  |            |  |  |        |        |
|  | Elizabeta Samara | 4             |                  |          |                  |            |  |  |        |        |
|  | Tetjana Bilenko  | 1             |                  |          |                  |            |  |  |        |        |
|  | Tetjana Bilenko  | 1             | Elizabeta Samara | 0        |                  |            |  |  |        |        |
|  |                  |               | Elizabeta Samara | 0        |                  |            |  |  |        |        |
|  |                  | Shen Yanfei   | 4                |          |                  |            |  |  |        |        |
|  | Sabine Winter    | Shen Yanfei   | 4                | 0        |                  |            |  |  |        |        |
|  | Sabine Winter    |               |                  | 0        |                  |            |  |  |        |        |
|  | Shen Yanfei      | 4             |                  |          |                  |            |  |  |        |        |
|  |                  |               | Shen Yanfei      | 4        |                  |            |  |  |        |        |
|  |                  |               |                  | Melek Hu | 1                |            |  |  |        |        |
|  | Liu Jia          | 4             |                  |          |                  |            |  |  |        |        |
|  | Sofia Polcanova  | 1             |                  |          |                  |            |  |  |        |        |
|  | Sofia Polcanova  | 1             | Liu Jia          | 2        |                  |            |  |  |        |        |
|  |                  |               | Liu Jia          | 2        | Spiel um Platz 3 |            |  |  |        |        |
|  |                  | Melek Hu      | 4                |          |                  |            |  |  |        |        |
|  | Georgina Póta    | Melek Hu      | 4                | 2        | Elizabeta Samara | 1          |  |  |        |        |
|  | Georgina Póta    |               |                  | 2        | Elizabeta Samara | 1          |  |  |        |        |
|  | Melek Hu         | 4             |                  | Liu Jia  | 4                |            |  |  |        |        |
|  | Melek Hu         | 4             |                  |          | 4                |            |  |  |        |        |
|  |                  |               |                  |          |                  |            |  |  |        |        |

### Platzierungsspiele
| um Platz | Spielerin 1     | Ergebnis | Spielerin 2   | um Platz | Spielerin 1     | Ergebnis | Spielerin 2     |
| -------- | --------------- | -------- | ------------- | -------- | --------------- | -------- | --------------- |
| 5–6      | Tetjana Bilenko | 0:4      | Sabine Winter | 5        | Sabine Winter   | 2:4      | Sofia Polcanova |
| 5–6      | Sofia Polcanova | 4:2      | Georgina Póta | 7        | Tetjana Bilenko | 3:4      | Georgina Póta   |